# 'A mano nera/'O craparo
'A mano nera/'O craparo, pubblicato nel 1972, è un singolo del cantante italiano Mario Trevi.

## Descrizione
Il disco contiene due brani inediti di Mario Trevi. I brani rientrano nel genere cosiddetto di giacca e di cronaca, ritornato in voga a Napoli durante gli anni settanta, che faranno rinascere il genere teatrale della sceneggiata. Nel 1973, dal brano 'A mano nera, Trevi ne porterà in scena una sceneggiata omonima, scritta da Elena Cannio.

## Tracce
Lato A
- 'A mano nera (Moxedano-Iglio)

Lato B
- 'O craparo (Moxedano-Iglio)

## Incisioni
Il singolo fu inciso su 45 giri, con marchio Presence (PLP 5061).
Direzione arrangiamenti: M° Tony Iglio.